# FGBMFI
De Full Gospel Business Men's Fellowship International (FGBMFI) is een vereniging van evangelisch-christelijke zakenlieden. Het voornaamste doel is onder zakenlieden belangstelling te wekken voor het evangelie. De organisatie wortelt theologisch in de Pinkster- en Volle-evangeliebeweging. In Nederland en België werkt de organisatie onder naam FGBMFI Nederland resp. FGBMFI België.

## Geschiedenis
De FGBMFI is in 1952 door Demos Shakarian en twintig anderen in Los Angeles opgericht. Na een moeizame start zette de groei door, en na enkele jaren ontstonden er ook afdelingen in andere landen.
Een Nederlandse afdeling werd in eerste instantie in 1960 opgericht door mensen rond J.E. van den Brink. Als naam werd gehanteerd „Volle-Evangelie Zakenlieden” (VEZA). Deze groep, die al gauw bekend werd van hun zogenaamde Vreugdedagen, is een aantal jaren later opgehouden, onder meer doordat Van den Brink een wat eenzijdige leer verkondigde (bekend geworden als Kracht van Omhoog), maar ook doordat men te sterk van de oorspronkelijke visie afweek.
In 1981 werd er opnieuw een Nederlandse tak opgericht op initiatief van onder anderen Huub Dijkshoorn, Paul Emans en anderen. Aangezien de naam „Volle-Evangelie Zakenlieden” enigszins belast was geraakt, koos men er in Nederland voor om de Engelse naam Full Gospel Business Men's Fellowship International te hanteren. In België wordt naast de Engelse en de Franse naam ook de naam Internationale Gemeenschap van Volle Evangelie Zakenlieden gehanteerd.
Na het overlijden van Demos Shakarian in 1993 kreeg diens zoon Richard de leiding. Twee jaar later leidde dit tot een afsplitsing van aantal afdelingen in (vooral) de Verenigde Staten en Groot-Brittannië, die onder de naam Business Men's Fellowship (BMF) verdergingen.

## Doelstellingen en werkwijze
De organisatie wil aandacht vragen voor het "volle evangelie", zonder zelf kerkgenootschap of gemeente te zijn.
De doelgroep is "business men". Dit begrip wordt gewoonlijk in de Amerikaanse zin van het woord gebruikt, dat wil zeggen vrijwel iedereen die werkt. Er is tegenwoordig vooral in Europa een tendens zich vooral te richten op managers en personen in andere verantwoordelijke functies. Aanvankelijk richtte men zich vooral op mannen, maar tegenwoordig worden in steeds meer landen ook vrouwen als lid geaccepteerd.
De FGBMFI werkt vooral in plaatselijke groepen, zogenaamde chapters. Deze organiseren bijeenkomsten, meestal maandelijks, in openbare ruimtes zoals hotels, maar tegenwoordig ook steeds meer in bedrijfsruimtes van leden die een eigen zaak hebben. Op zo'n bijeenkomst houdt iemand een lezing over bepaalde geloofservaringen. Daarbij wordt getracht de "taal van de zakenman" te spreken en kerkelijk jargon te vermijden. Dat laatste blijkt overigens niet altijd even goed te lukken. Sommige afdelingen beginnen een avond meestal met een diner, terwijl andere zich beperken tot de lezing, met daarnaast alleen koffie en dergelijke Gewoonlijk is er na afloop gelegenheid voor een nagesprek, indien gewenst met voorbede. Naast de plaatselijke bijeenkomsten zijn er van tijd tot tijd ook regionale en landelijke conferenties.
De bijeenkomsten zijn in principe voor iedereen toegankelijk. Het lidmaatschap is echter voorbehouden aan hen die de grondslag van de FGBMFI onderschrijven. Leidinggevenden in kerkgenootschappen en -gemeentes kunnen wel lid worden, maar om de neutraliteit van de organisatie te waarborgen kunnen zij geen bestuursfunctie bekleden.
Volgens de eigen gegevens is de FGBMFI in ca. 150 landen werkzaam. Eveneens volgens eigen opgave zijn er in Nederland momenteel zes actieve afdelingen.

## Verwante organisaties
De FGBMFI dient niet verward te worden met de eveneens in Nederland werkzame CBMC Nederland en de International Christian Chamber of Commerce (ICCC). De CBMC, die al van voor de Tweede Wereldoorlog dateert, heeft een bredere theologische achtergrond. De ICCC is in Zweden ontstaan vanuit de FGBMFI, maar heeft heel andere doelstellingen en staat er verder los van. Lidmaatschap van verschillende van deze organisaties tegelijk is geen probleem.
Daarnaast is de Business Men's Fellowship (BMF) een van de FGBMFI afgesplitste organisatie (zie hierboven onder tussenkopje Geschiedenis), die er eveneens niet mee verward moet worden. In sommige landen maakt het nationale bureau van de FGBMFI feitelijk deel uit van FGBMFI International, maar wordt nauw samengewerkt met BMF. In anderen landen staan deze twee organisaties geheel los van elkaar.
Er is enige gelijkenis met Aglow. Deze internationale evangelische vrouwenvereniging legt echter meer nadruk op geestelijke groei, terwijl FGBMFI zich meer toelegt op het verbreiden van het evangelie.